# Karolina Skoglund
Karolina Elisabet Skoglund, född 26 juli 1985 på Lidingö, är en svensk journalist och programledare på SVT.
Skoglund är utbildad statsvetare (kandidatexamen) och journalist (magisterexamen) mellan 2007 och 2011 vid Stockholms universitet. Från 2012 till 2015 arbetade hon på Metro Sverige. Först som reporter och sedan som nyhetschef. Hon har även arbetat på Expressen som bland annat politikreporter. Sedan 2021 är hon anställd på SVT. Till en början som politikreporter och sedan februari 2024 som programledare för Politikbyrån.